# Rajd Scottish 1973
Rajd Scottish 1973 (29. International Scottish Rally) – 29. edycja rajdu samochodowego Rajdu Scottish rozgrywanego w Wielkiej Brytanii. Rozgrywany był od 2 do 6 czerwca 1973 roku. Była to dwunasta runda Rajdowych Mistrzostw Europy w roku 1973 oraz szósta runda Rajdowych Mistrzostw Wielkiej Brytanii.

## Klasyfikacja rajdu
| Miejsce                                                    | Kierowca                                                   | Pilot                                                      | Samochód                                                   | Czas                                                       | Strata                                                     |                                                            |
| Klasyfikacja generalna, ERC i mistrzostw Wielkiej Brytanii | Klasyfikacja generalna, ERC i mistrzostw Wielkiej Brytanii | Klasyfikacja generalna, ERC i mistrzostw Wielkiej Brytanii | Klasyfikacja generalna, ERC i mistrzostw Wielkiej Brytanii | Klasyfikacja generalna, ERC i mistrzostw Wielkiej Brytanii | Klasyfikacja generalna, ERC i mistrzostw Wielkiej Brytanii | Klasyfikacja generalna, ERC i mistrzostw Wielkiej Brytanii |
| ---------------------------------------------------------- | ---------------------------------------------------------- | ---------------------------------------------------------- | ---------------------------------------------------------- | ---------------------------------------------------------- | ---------------------------------------------------------- | ---------------------------------------------------------- |
| 1.                                                         | Roger Clark                                                | Jim Porter                                                 | Ford Escort RS 1600 MKI                                    | 4:54:20                                                    | 0.0                                                        |                                                            |
| 2.                                                         | Hannu Mikkola                                              | John Davenport                                             | Ford Escort RS 1600 MKI                                    | 4:56:53                                                    | +2:33                                                      |                                                            |
| 3.                                                         | Andrew Cowan                                               | Johnstone Syer                                             | Ford Escort RS 1600 MKI                                    | 4:57:28                                                    | +3:08                                                      |                                                            |
| 4.                                                         | Adrian Boyd                                                | Beatty Crawford                                            | Ford Escort RS 1600 MKI                                    | 4:57:49                                                    | +3:29                                                      |                                                            |
| 5.                                                         | Mike Hibbert                                               | Henry Liddon                                               | Ford Escort RS 1600 MKI                                    | 5:03:39                                                    | +9:19                                                      |                                                            |
| 6.                                                         | Chris Sclater                                              | Mike Greasley                                              | Ford Escort RS 1600 MKI                                    | 5:06:12                                                    | +11:52                                                     |                                                            |
| 7.                                                         | Tony Pond                                                  | Frances Cobb                                               | Ford Escort RS 1600 MKI                                    | 5:10:05                                                    | +15:45                                                     |                                                            |
| 8.                                                         | Tony Fowkes                                                | Bryan Harris                                               | Ford Escort RS 1600 MKI                                    | 5:16:15                                                    | +21:55                                                     |                                                            |
| 9.                                                         | Bill Taylor                                                | Ian MacIver                                                | Ford Escort RS 1600 MKI                                    | 5:18:58                                                    | +24:38                                                     |                                                            |
| 10.                                                        | David Thompson                                             | Martin Welch                                               | Ford Escort RS 1600 MKI                                    | 5:19:01                                                    | +24:41                                                     |                                                            |